# E903 (trasa europejska)
E903 – trasa europejska biegnąca przez Hiszpanię. Zaliczana do tras kategorii B. Droga łączy miasto Mérida z Alicante.

## Przebieg trasy
- Mérida E90
- Alicante E15